# Setracovirus
Subgenul Setracovirus este un subgen de coronavirusuri din genul Alphacoronavirus care include 2 specii de coronavirusuri: coronavirusul uman NL63 (HCoV-NL63) și coronavirusul BtKYNL63-9b al liliecilor înrudit cu NL63.
Coronavirusul uman NL63 a fost izolat de cercetătorii olandezi (de unde abrevierea NL = Netherlands, 63 este numărul eșantionului prelevat) condusă de van der Hoek, de la un sugar de 7 luni internat într-un spital din Amsterdam în ianuarie 2003 cu bronșiolită și conjunctivită. Virusul a fost izolat folosind culturi de celule renale de maimuță inoculate cu prelevări respiratorii de la micul pacient. Secvențierea completă a genomului său a arătat că este un coronavirus. În mod independent, o echipă olandeză de cercetătorii (Fouchier și colab.)  din Rotterdam a izolat la scurt timp acest virus în culturi celulare care au fost depozitate în laborator timp de câțiva ani.  Aceste culturi celulare proveneau din eșantioanele preluate din secrețiile nazale în aprilie 1988 de la un copil de 8 ani cu pneumonie. Analiza genetică a virusului HCoV-NL63 a confirmat faptul că acesta are un genom caracteristic coronavirusurilor. Un an mai târziu, cercetătorii americani (Esper și colab.) de la Universitatea Yale (din New Haven, Connecticut) au identificat același virus pe care l-au numit HCoV-NH (NH de la New Haven). Coronavirusul uman NL63 infectează persoanele de toate vârstele, în principal copii sub 5 ani, vârstnicii și pacienții imunocompromiși. Se estimează că 1% -10% din populație suferă anual de simptome asemănătoare guturaiului determinate de infecția cu coronavirusul HCoV-NL63. Infecțiile cu coronavirusul NL63, în general, se manifestă clinic prin simptome respiratorii relativ ușoare: tuse, dureri în gât, rinoree, tahipnee, febră.  O complicație frecvent observată este crupul care este prezent în aprox. 5% în infecțiile cu NL63.
Coronavirusul BtKYNL63-9b al liliecilor înrudit cu NL63 (NL63-related bat coronavirus strain BtKYNL63-9b) a fost izolat de Tao și colab. în 2010 în Kenya din fecalele liliacului african cu triplu pliu nazal (Triaenops afer).  Analiza genomului a arătat o similaritate cu coronavirusul uman NL63. Prin urmare, coronavirusul uman probabil are o origine zoonotică, liliecii Triaenops afer fiind gazda-rezervor ancestrală. Majoritatea genomului HCoV-NL63 provine de la virusurile care circulă la liliecii Triaenops afer, însă gena proteinei spiculare (S) derivă dintr-un virus asemănător cu 229E care circulă la liliecii speciilor din genul Hipposideros.